# Jean Chaland
Jean Marie Just Louis Chaland (* 8. September 1881 in Saint-Chamond, Département Loire; † 23. Januar 1973 in Orange, Département Vaucluse) war ein französischer Eishockeyspieler.

## Karriere
Jean Chaland nahm für die französische Eishockeynationalmannschaft an den Olympischen Sommerspielen 1920 in Antwerpen teil. Auf Vereinsebene spielte er für den Chamonix Hockey Club.